# Svatá aliance

Zakládající země Svaté aliance na mapě zobrazující stav jejich hranic z roku 1840.
----
Rakouské císařství
Pruské království
Ruské impérium

Svatá aliance bylo spojenectví tří států Ruska, Rakouska a Pruska vytvořené v roce 1815, v reakci na napoleonské války a francouzskou revoluci. Mělo dohlížet na dodržování tradičního řádu na základě „křesťanské solidarity“ (nehledě na to, že Romanovci byli pravoslavní, Habsburkové katolíci a Hohenzollernové luteráni). V roce 1818 se na základě rozhodnutí z kongresu v Cáchách připojila ke Svaté alianci i Francie. Jelikož tvůrcem politiky rovnováhy byl do značné míry kníže Klemens Wenzel von Metternich, mluví se někdy také o Metternichovském systému. Revoluční myšlenky však nezapadly a již v letech 1830 a 1848 musely velmoci Svaté aliance čelit vzpourám s ideály francouzské revoluce na svém vlastním území. Navíc i protichůdné zájmy a neshody mezi velmocemi brzy poté vedly k rozpadu aliance, za jejíž definitivní konec bývá považována krymská válka (1853–1856), kdy se Francie postavila proti Rusku v jeho boji s Osmany. Celkový ráz francouzské politiky, která fungovala v Evropě od Vídeňského kongresu v podstatě až do první světové války, se označuje také jako Koncert velmocí.

## Vytvoření Svaté aliance
Svatá aliance byla ustanovena smlouvou podepsanou v Paříži 26. září 1815 zástupci Rakouska, Ruska a Pruska po porážce francouzského císaře Napoleona. Spojenci se ve smlouvě zavázali bránit v Evropě šíření liberálních a sekulárních myšlenek.

## Kongresy aliance

### Kongres v Cáchách 1818
Kongresu, který se uskutečnil od září do listopadu 1818 v Cáchách se zúčastnili panovníci, ministři a diplomaté z Pruska, Rakouska, Ruska, Spojeného království a Francie. Během kongresu bylo rozhodnuto o předčasném stažení okupačních vojsk z Francie, která tak byla zařazena zpět mezi mocnosti a stala se rovněž členem Svaté aliance. Na kongresu se dále řešila také práva židovského obyvatelstva a obchod s otroky.

### Kongres v Karlových Varech 1819
Na kongresu konaném v roce 1819 v Karlových Varech byly účastníky řešeny studentské a národní manifestace v Německém spolku. Došlo k vydání tzv. Karlovarských dekretů, které zakázaly nacionalistické studentské spolky a utužily cenzuru.

### Kongres v Opavě 1820
Popudem pro svolání opavského kongresu, který se konal od října do prosince 1820, byl napjatý revoluční vývoj v Neapoli, Španělsku a Portugalsku. Na pozvání knížete Metternicha se jej účastnili monarchové a diplomaté z Rakouska, Ruska, Pruska, Velké Británie a Francie. Kvůli neshodám mezi mocnostmi byl kongres v prosinci 1820 přerušen s tím, že se diplomaté dohodli na pokračování jednání v Lublani.

### Kongres v Lublani 1821
Lublaňský kongres v roce 1821 představoval pokračování předcházejícího opavského kongresu, který byl z důvodu vzájemných neshod předčasně ukončen.

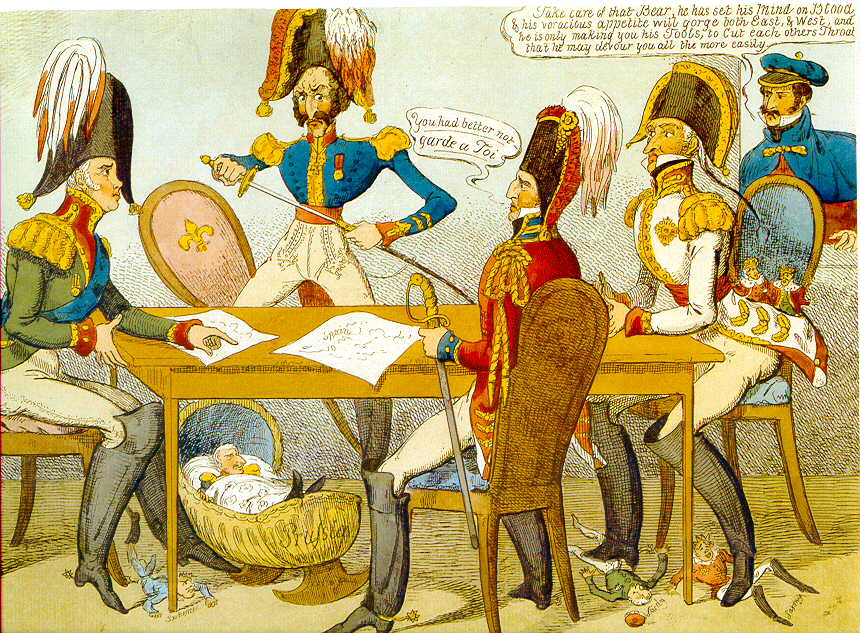
Karikatura účastníků kongresu ve Veroně

### Kongres ve Veroně 1822
V roce 1822 se konal kongres zástupců pěti velmocí v italské Veroně. Důvodem pro konání kongresu bylo především jednání o francouzské intervenci do Španělska, kde byl král po povstání armády přinucen přijmout ústavu a kde se rozhořela občanská válka. Dalším z tématů jednání byla situace v Řecku, kde vypuklo povstání proti osmanské nadvládě.

## Rozpad aliance

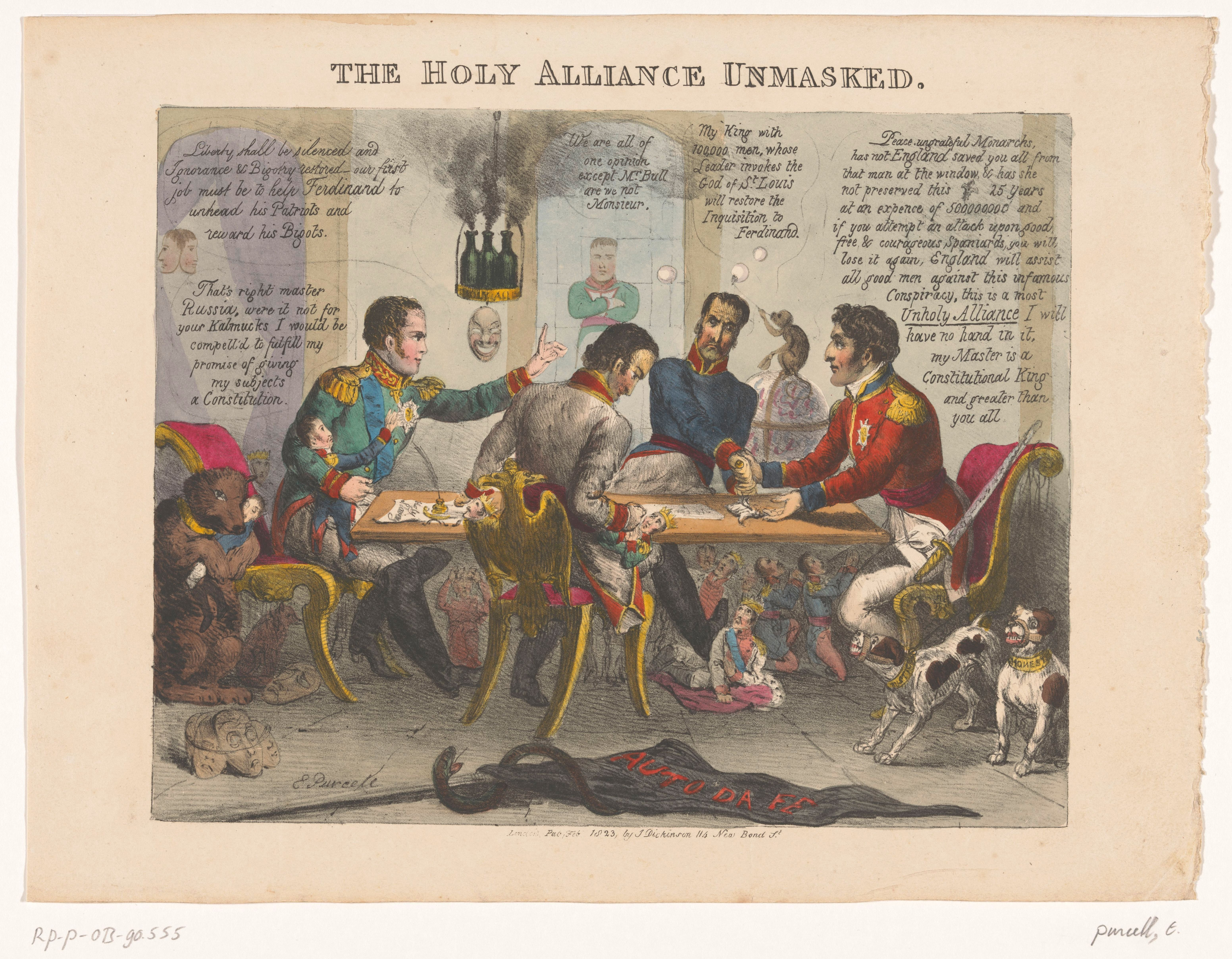
Satira - demaskovaná svatá aliance

Narůstající neshody mezi mocnostmi vedly k postupnému rozvolňování spojenectví již od poloviny 20. let 19. století. Ránu pro Svatou alianci představovala smrt ruského cara Alexandra, kterého na trůnu nahradil jeho bratr Mikuláš I. Pavlovič. Spojené království a Francie se proti sobě stavěly především kvůli neshodám v otázce sjednocení Itálie a rovněž kvůli problémům s hroutící se Osmanskou říší. Poté, co ve Francii v roce 1830 došlo k revoluci a ustanovení tzv. Červencové monarchie, zůstaly na obranu hodnot aliance znovu pouze Rakousko, Prusko a Rusko. Těmto monarchiím se revoluce v roce 1848 nakonec podařilo vojensky potlačit, avšak protichůdné zájmy na Balkáně proti sobě záhy obrátily dřívější spojence Rakousko a Rusko. Definitivní konec Svaté aliance znamenala krymská válka v letech 1853 až 1856, kdy Rakousko nepodpořilo proti Osmanské říši svého ruského spojence a vyhlásilo neutralitu.